# Actia nitidella
Actia nitidella là một loài ruồi trong họ Tachinidae.